# Elecciones presidenciales de Corea del Sur de 2012
Las elecciones presidenciales de Corea del Sur de 2012 (en coreano: 대한민국 제18대 대통령 선거) se realizaron el 19 de diciembre de 2012. Fueron las sextas elecciones desde la fundación de la VI República. Park Geun-hye, la nueva presidenta tomará posesión en febrero de 2013. El registro para ser candidato comenzó el 23 de abril de 2012. Según la Constitución de Corea del Sur, los presidentes se limitan a un único mandato de cinco años en el cargo. Según el The Korea Times, más de 30,7 millones de personas votaron, en una concurrencia del 75,8% del padrón electoral. Park Geun-hye del Saenuri fue elegida la primera mujer presidenta surcoreana, con el 51,6% de los votos frente al 48,0% para su adversario Moon Jae-in.

## Candidatos
Park Geun-hye del Saenuri se consolidó como candidata después de que su partido se alzara con la victoria en las elecciones legislativas que le otorgaron la mayoría en la Asamblea Nacional.
| Nombre        | Partido                       |
| ------------- | ----------------------------- |
| Park Geun-hye | Saenuri                       |
| Moon Jae-in   | Partido Democrático Unido     |
| Lee Jung-hee  | Partido Progresista Unificado |
| Park Jong-sun | Independiente                 |
| Kim So-yeon   | Independiente                 |
| Kang Ji-won   | Independiente                 |
| Kim Soon-ja   | Independiente                 |

## Resultados
| | Park Geun-hye                          | Saenuri                                | 15,773,128 | 51,55 %    |
| | Moon Jae-in                            | Partido Democrático Unido              | 14,692,632 | 48,02 %    |
| | Kang Ji-won                            | Independiente                          | 53,303     | 0,17 %     |
| | Kim Soon-ja                            | Independiente                          | 46,017     | 0,15 %     |
| | Kim So-yeon                            | Independiente                          | 16,687     | 0,05 %     |
| | Park Jong-sun                          | Independiente                          | 12,854     | 0,04 %     |
| | Lee Jung-hee                           | Partido Progresista Unificado          | Se retiró  | Abstención |
| | Votos Nulos                            | -                                      | 126,838    | -          |
| Votos Válidos | Votos Válidos                          | Votos Válidos                          | 30,594,621 | 99,59 %    |
| Votación Total (participación: 75,83%) | Votación Total (participación: 75,83%) | Votación Total (participación: 75,83%) | 30,721,459 | 100,00 %   |
| Padrón Electoral | Padrón Electoral                       | Padrón Electoral                       | 40,507,842 | -          |
| Fuente: Comisión Nacional Electoral - 중앙선거관리위원회 대통령 선거 선거정보조회시스템 Archivado el 14 de mayo de 2013 en Wayback Machine. |                                        |                                        |            |            |